# Albizia lebbeck

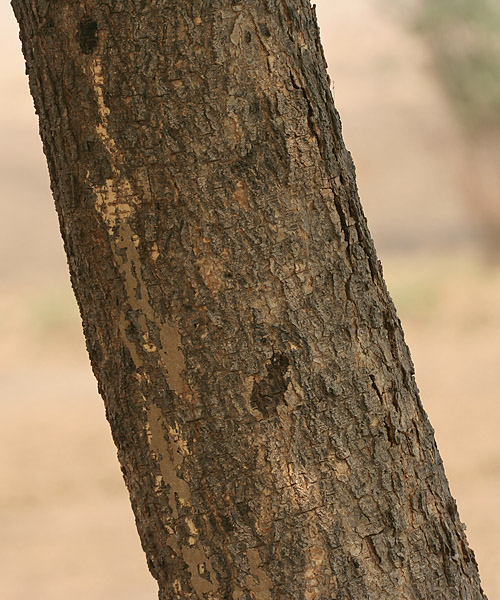
Escorça

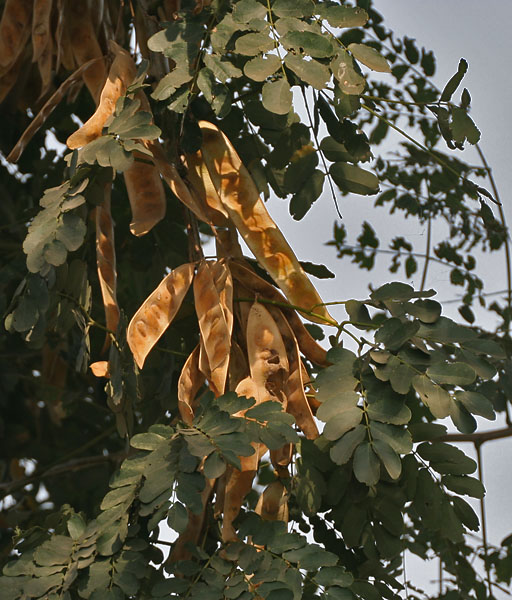
Fulles i fruits

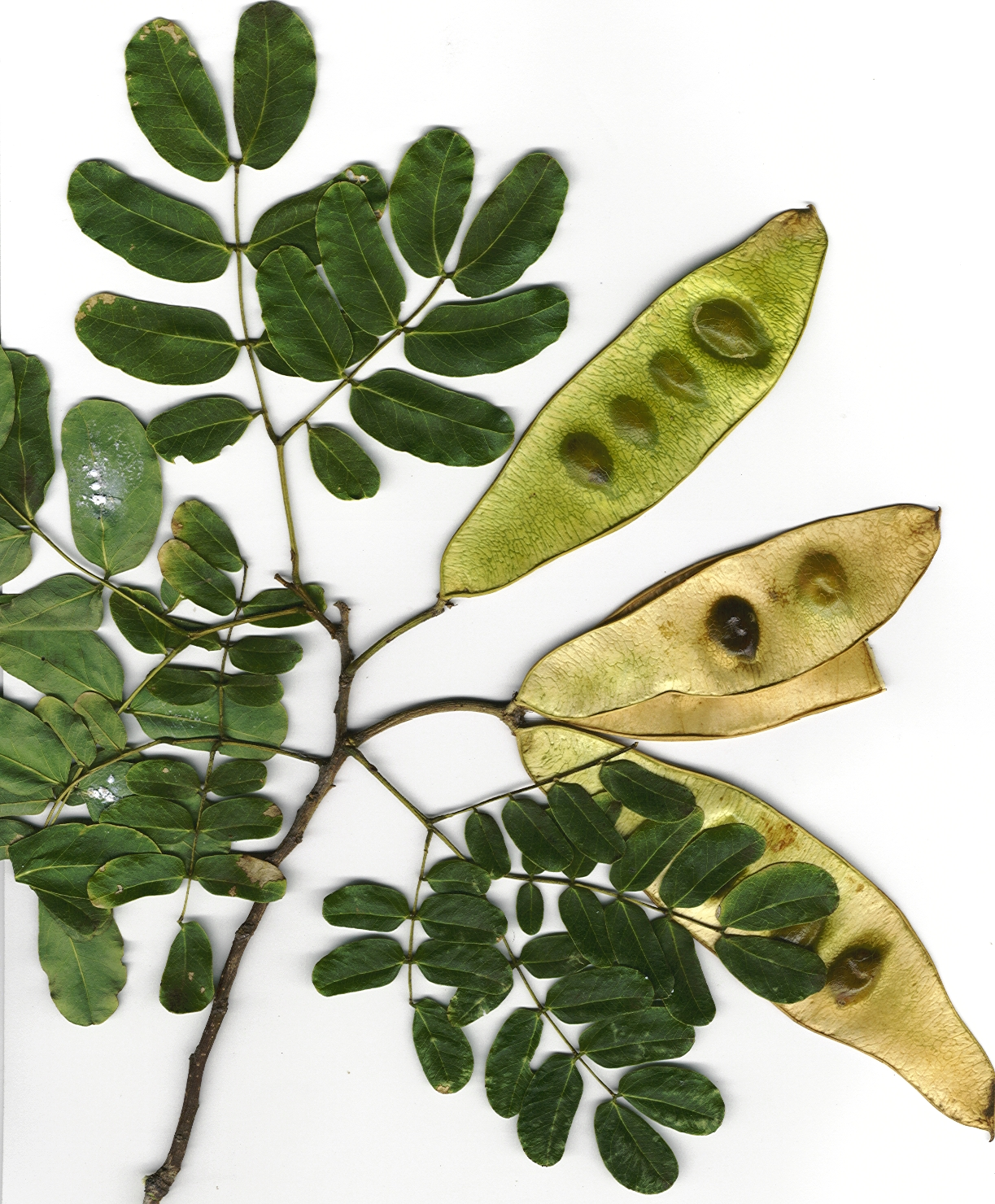
Fulles i fruits vistos de prop

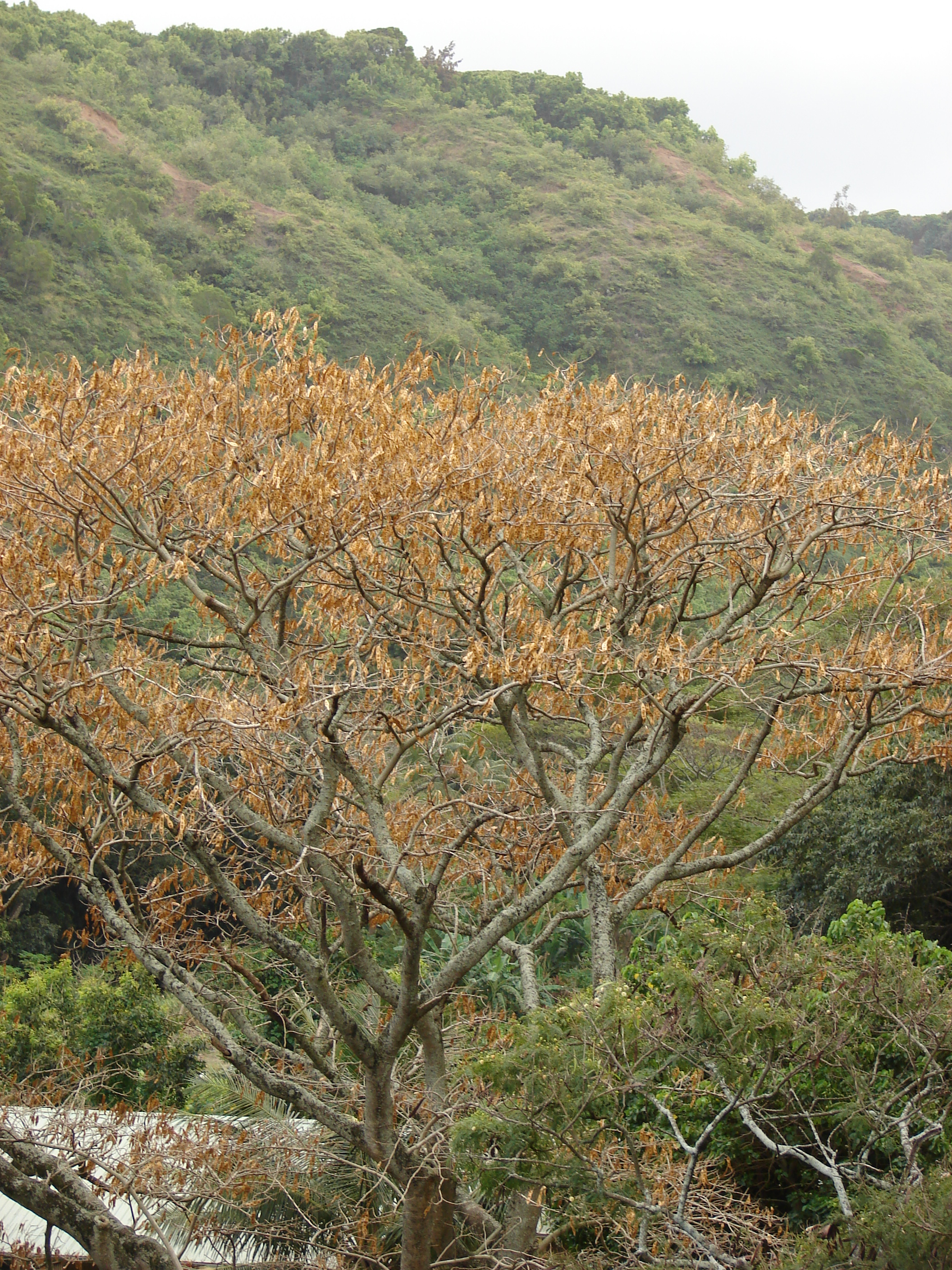
Vista general

Albizia lebbeck és una espècie de planta de la família de les fabàcies, nativa del sud tropical d'Àsia, i àmpliament cultivada en altres regions tropicals i subtorpicals. És una de les espècies més difoses i comuns d'Albizia a tot el món.

## Descripció
És un arbre que creix fins a arribar als 18-30 m d'alçada amb un tronc de 50 cm a 1 m de diàmetre. Les fulles són bipinnades, de 7,5-15 cm de longitud, amb un o quatre parells de pinnes, cada pinna amb 6-18 folíols. Les flors són blanques, amb nombrosos estams de 2,5-3,8 cm de llarg, i són molt fragants. El fruit és una beina de 15-30 cm de longitud i 2,5-5,0 cm d'ample, amb 6-12 llavors.

## Usos
Les seves aplicacions inclouen la gestió ambiental, l'ús com farratge, com a planta medicinal i l'aprofitament de la fusta. Es conrea com a arbre d'ombra al Nord i Sud d'Amèrica. A l'Índia, l'arbre s'utilitza per a produir fusta. La fusta d'Albizia lebbeck té una densitat de 0,55-0,66 g/cm³ o superior.
Tot i que no és natiu d'Amèrica, alguns herbívors poden utilitzar-lo com a font d'aliment. Per exemple, el nyandú comú (Rhea americana) s'ha observat que l'inclou en la seva alimentació al Cerrado del Brasil.

## Farmacologia
A. Lebbeck s'utilitza com a astringent, per a tractar furóncols, tos, la grip, gingivitis, problemes pulmonars, problemes pectorals, s'utilitza com un tònic, i per tractar els tumors abdominals. L'escorça s'usa en medicina per tractar la inflamació. Albizia lebbeck és també un psicòtrop.

## Taxonomia
La història taxonòmica d'A. lebbeck és una mica complicada. Va ser descrita originalment per Linné com a Mimosa lebbeck. George Bentham va col·locar l'espècie al seu gènere actual. Va ser publicada a London Journal of Botany 3: 87. 1844.

### Etimologia
- Albizia: nom genèric dedicat a Filippo del Albizzi, naturalista italià del segle xviii que va ser el primer a introduir-la a Europa l'any 1740 des de Constantinoble.

- lebbeck: epítet específic.

### Sinonímia
- Acacia lebbeck (L.) Willd.
- Acacia lebbek (L.) Willd.
- Acacia macrophylla Bunge
- Acacia speciosa (Jacq.) Willd.
- Albizia latifolia B.Boivin
- Albizia lebbeck var. leucoxylon Hassk.
- Albizia lebbeck var. pubescens Haines
- Albizia lebbeck var. rostrata Haines
- Albizia lebbek sensu auct.
- Feuilleea lebbeck (L.) Kuntze
- Inga borbonica Hassk.
- Inga leucoxylon Hassk.
- Mimosa lebbeck L.
- Mimosa lebbek L.
- Mimosa sirissa Roxb.
- Mimosa speciosa Jacq.
- Pithecellobium splitgerberianum Miq.[11]